# YES,抱きしめて/With Me
「YES,抱きしめて／With Me」（イエス だきしめて／ウィズ・ミー）は、KATSUMIの3枚目のシングル。

## 解説
KATSUMI初の両A面シングル。
発売時期に公式ファンクラブ「HIP BIRD CLUB」が発足。本作よりジャケット裏にて宣伝が開始された。
初回特典としてKATSUMIのトレーディングカードが封入されていた。

## 収録曲
全作詞：渡辺克巳／作曲：石川洋／編曲：武部聡志
1. YES,抱きしめて[1]
  - ダイハツ「ロッキー」キャンペーンテーマ・ソング。
2. With Me
  - 日立ワープロ「With Me」イメージソング